# Keeneland, Kentucky
Keeneland, Kentucky (енгл. Keeneland) град је у америчкој савезној држави Кентаки.

## Демографија
По попису из 2000. године број становника је 383.
| Група             | 2000.       | 2010.    |
| Белци             | 362 (94,5%) | 0 (0,0%) |
| Афроамериканци    | 7 (1,8%)    | 0 (0,0%) |
| Азијати           | 1 (0,3%)    | 0 (0,0%) |
| Хиспаноамериканци | 6 (1,6%)    | 0 (0,0%) |
| Укупно            | 383         | 0        |